# Újezdec (Mělníki járás)
Újezdec település Csehországban, a Mělníki járásban. Újezdec Úžice, Zálezlice, Dřínov, Hostín u Vojkovic és Chlumín településekkel határos. Lakosainak száma 144 fő (2024. január 1.).

## Népesség
A település lakosságának változását az alábbi diagram mutatja:
| Lakosok száma | 180  | 202  | 209  | 135  | 107  | 105  | 136  | 139  | 129  | 144  |
|               | 1869 | 1900 | 1921 | 1961 | 1980 | 2011 | 2016 | 2019 | 2021 | 2024 |